# Girnitz (Schwarzhofen)
Girnitz ist ein Ortsteil der Gemeinde Schwarzhofen im Oberpfälzer Landkreis Schwandorf (Bayern).

## Geographische Lage
Girnitz befindet sich ungefähr zwei Kilometer nordwestlich von Schwarzhofen, an der Staatsstraße 2040 am Nordufer der Schwarzach.

## Geschichte

### Anfänge bis 18. Jahrhundert
Girnitz – auch: Chirnizzingen (unsicher), Goernz, Görnitz, Gürnitz, Girniz – gehört zu den slawischen Ortsnamen im Bereich des ehemaligen Landkreises Neunburg vorm Wald und ist sicher ab 1289 belegt.
Es zeugt von der frühen slawischen Besiedlung dieses Gebietes, speziell in den Tälern der Ascha und der Schwarzach, deren Bevölkerung etwa ab dem 10. Jahrhundert durch die vordringende deutsche Besiedelung nach und nach zurückgedrängt oder assimiliert wurde.
Bereits um 1150 wurde Chirnizzingen (wahrscheinlich: Girnitz) im Zusammenhang einer Schenkung an das Kloster Prüfening erwähnt.
In einer Urkunde vom 10. Juli 1289 wurde dokumentiert, dass Graf Rapoto IV. einen Hof und eine Mühle in Girnitz an Ulrich von Meischendorf und dessen Kinder gab.
Andreas, der Sohn Sigmund Prackendorfers, saß auf dem adeligen Landgut Schönau. Er wurde 1467 mit der Mühle in Girnitz belehnt, die leuchtenbergisches Lehen war.
Auch das Fischwasser in Girnitz war leuchtenbergisches Lehen. Es wurde 1506 an die Brüder Leonhard und Georg Prackendorfer zu Prackendorf, 1509 an Leonhard allein und 1585 an Hans Thomas von und zu Prackendorf verliehen.
Girnitz wird in den Musterungsregistern 1522 mit 4 Mannschaften und 1572 mit 7 Mannschaften aufgeführt.
1622 gab es in Girnitz 4 Höfe, 4 Güter und zwei Inwohner. 1631 waren in Girnitz zum inneren Amt Neunburg vorm Wald gehörig 5 Höfe, 2 Güter, ein Gütel, 6 Inwohner, 9 Rinder, 19 Schweine, 23 Schafe und ein Bienenstock, zur Landsasserei Schönau gehörig ein Hof, ein Gut, eine Mühle, 16 Rinder, 9 Schafe und 3 Ziegen.
1661 nach Ende des Dreißigjährigen Krieges gehörten in Girnitz zum inneren Amt Neunburg 5 Höfe, 2 Güter, ein Gütel, 3 Inwohner (darunter ein Hüter), ein Pferd, 39 Rinder, 10 Schweine, 30 Schafe und 2 Ziegen und zur Hofmark Schönau gehörig ein Gut (abgebrannt und öd), eine Mühle und ein Rind.
1762 wurden für Girnitz zum inneren Amt Neunburg gehörig 8 Anwesen und 6 Inwohner (darunter ein Hüter und eine Gänsehirtin) aufgeführt.
Ende des 18. Jahrhunderts war ein Hof in Girnitz zum Kloster Walderbach grundbar.

### 19. Jahrhundert bis Gegenwart
Entsprechend einer Verordnung von 1808 wurde das Landgericht Neunburg vorm Wald in 55 Steuerdistrikte unterteilt. Dabei bildete Haag bei Schwarzhofen mit den Ortschaften Denglarn, Girnitz, Höfen bei Uckersdorf, Krimling, Laubenhof, Raggau und Uckersdorf einen Steuerdistrikt. Girnitz hatte zu dieser Zeit einen Müller, 11 Anwesen und 86 Einwohner.
1830 bis 1972 bildete Uckersdorf zusammen mit den Ortschaften Girnitz, Höfen bei Uckersdorf und Schönau eine selbständige Gemeinde.
Zum Stichtag 23. März 1913 (Osterfest) wurde Girnitz als Teil der Pfarrei Schwarzhofen mit 12 Häusern und 71 Einwohnern aufgeführt.
Am 1. Januar 1972 wurde die Gemeinde Uckersdorf in die Gemeinde Schwarzhofen eingegliedert, damit gelangte Girnitz in die Gemeinde Schwarzhofen.
Am 31. Dezember 1990 hatte Girnitz 45 Einwohner und gehörte zur Pfarrei Schwarzhofen.

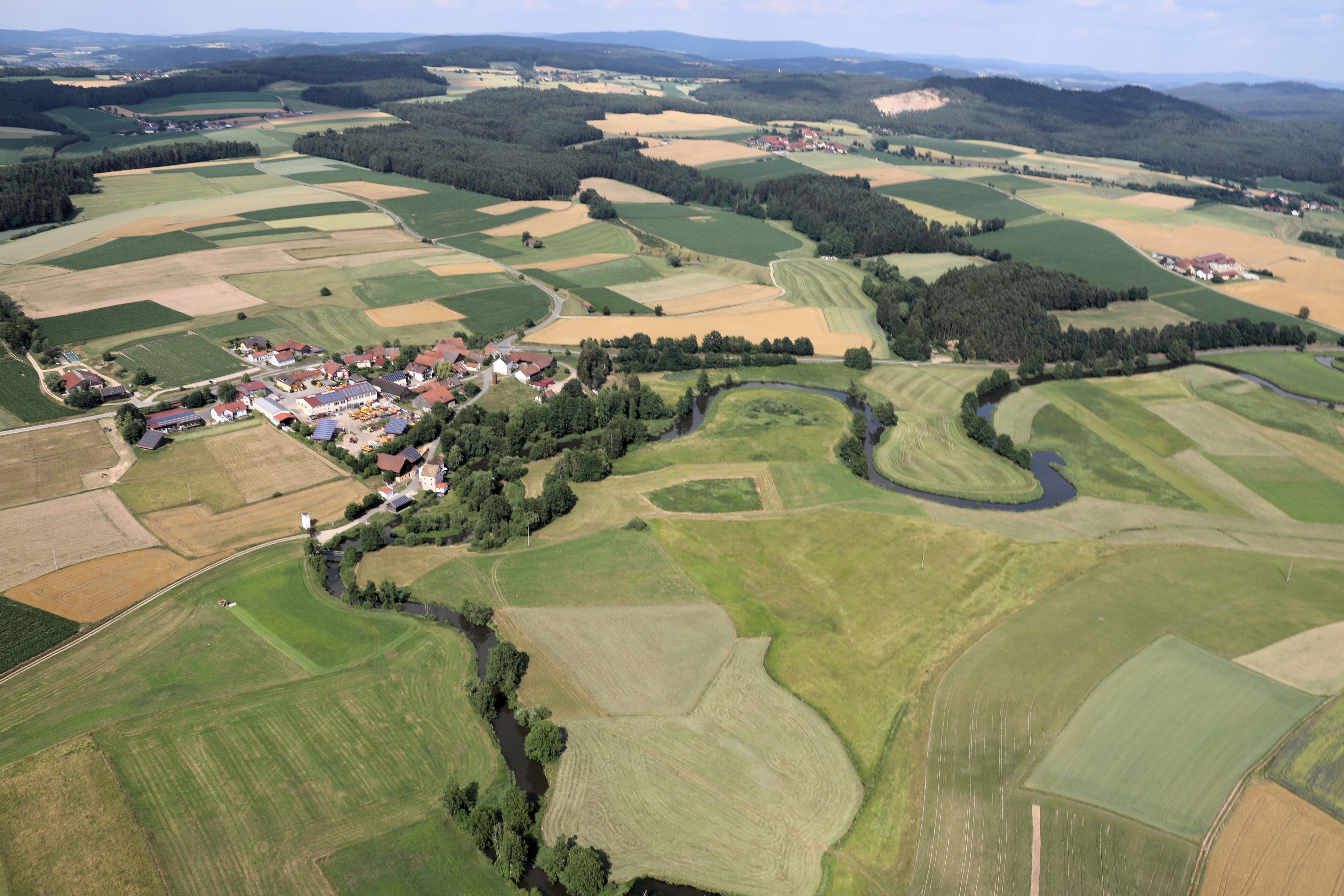
Girnitz, Fluss Schwarzach (2018)
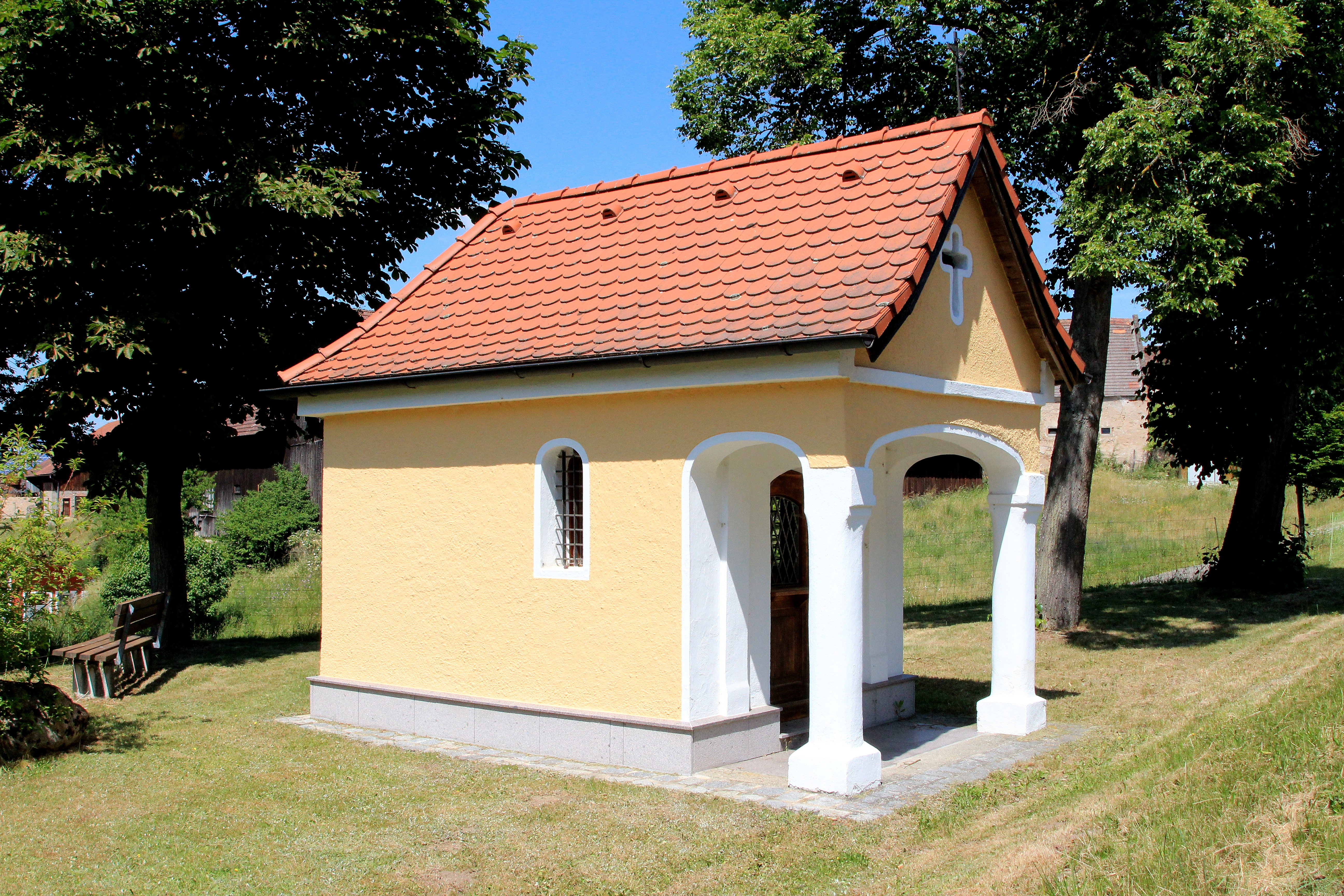
Kapelle (2017)
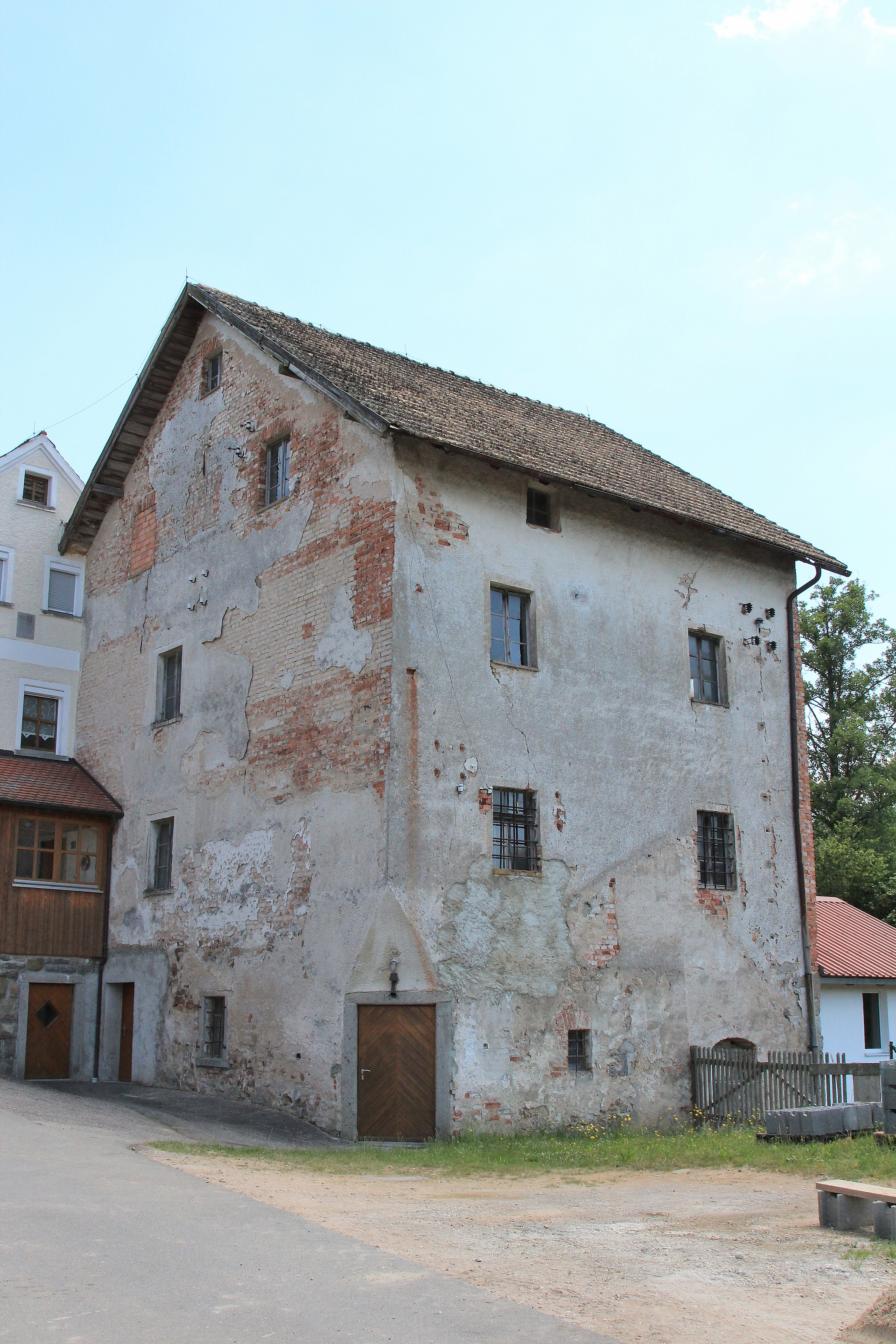
Girnitz Nr. 10 (2017)
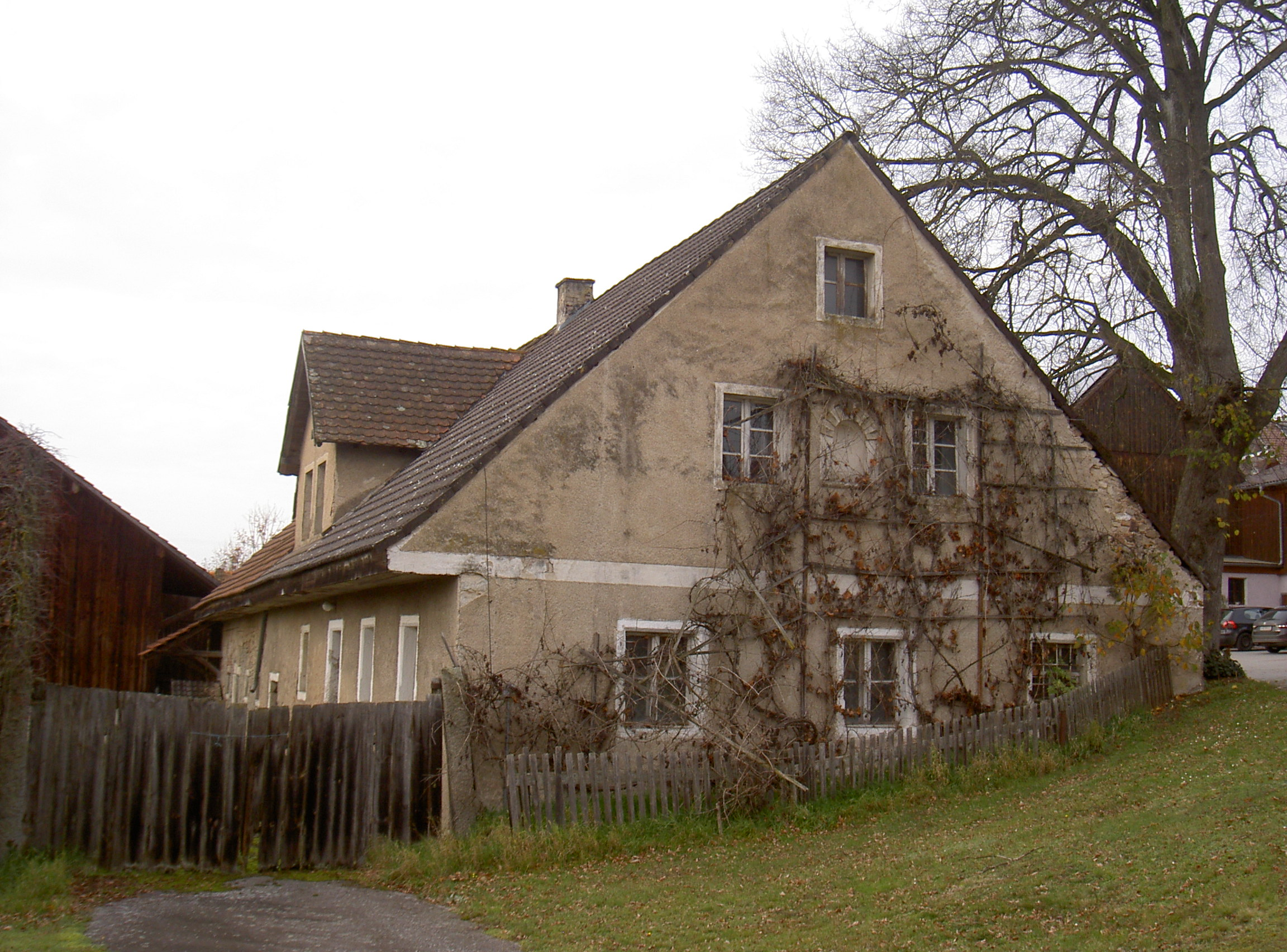
Girnitz Nr. 8 (2017)
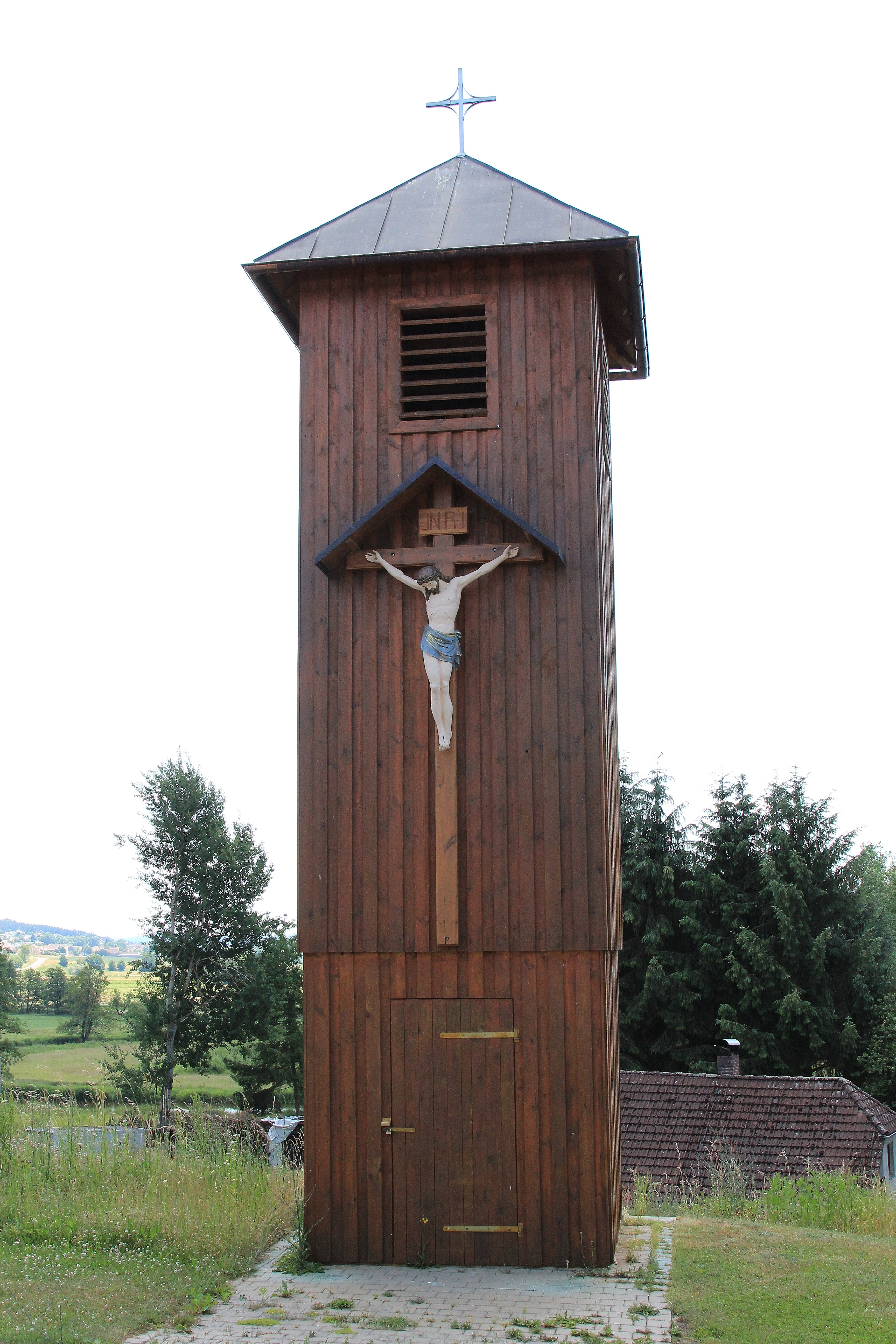
Girnitz (2017)